# Sartidia angolensis
Sartidia angolensis är en gräsart som först beskrevs av Charles Edward Hubbard, och fick sitt nu gällande namn av De Winter. Sartidia angolensis ingår i släktet Sartidia och familjen gräs. Inga underarter finns listade i Catalogue of Life.